# Jan Mieczysław Żytowiecki
Jan Mieczysław Żytowiecki (ur. 10 sierpnia 1929 w Różanie nad Narwią, zm. 16 czerwca 2017 w Warszawie) – polski działacz podziemia niepodległościowego w czasie II wojny światowej w ramach Szarych Szeregów oraz Armii Krajowej, od 2012 Honorowy Obywatel miasta Różan.

## Życiorys
Urodził się w patriotycznej rodzinie Mieczysława i Apolonii. Ojciec – komendant makowskiego obwodu Armii Krajowej – został zamordowany przez Niemców. Jan Żytowiecki po II wojnie światowej pracował w Polskiej Akademii Nauk w Warszawie, nie zapominając o Różanie i propagując historię tej ziemi. Z jego inicjatywy ukazała się publikacja Walki o przedmościa Różan-Pułtusk-Płock 1939 autorstwa Ryszarda Juszkiewicza. Sam opublikował książkę o rodzinnym miasteczku, a także szereg artykułów w lokalnej prasie Różana.
Został pochowany na cmentarzu parafialnym w Różanie.

## Wybrane publikacje
- Różan i ziemia różańska na przestrzeni wieków. Gminny Ośrodek Upowszechniania Kultury, Różan 2011, 63 ss. ISBN 9788393248308[5]
- Różan rok 1939-1944. Tajne nauczanie. „Świerszcz Różański”[6]
- Różan rok 1905-2005. „Świerszcz Różański”[7]
- Miasto Rządowe Różan. „Świerszcz Różański”[8]

## Wybrane odznaczenia[1]
- Order Odrodzenia Polski
- Krzyż Armii Krajowej (1988)
- Złoty Krzyż Zasługi
- Srebrny Krzyż Zasługi
- Złota Odznaka ZNP
- Złota Odznaka TPD